# Lijst van beelden in Hillegom
Dit is een (onvolledige) chronologische lijst van beelden in Hillegom. Onder een beeld wordt hier verstaan elk driedimensionaal kunstwerk in de openbare ruimte van de Nederlandse gemeente Hillegom, waarbij beeld wordt gebruikt als verzamelbegrip voor sculpturen, standbeelden, installaties, gedenktekens en overige beeldhouwwerken.
| Geplaatst | Omschrijving                      | Kunstenaar                                       | Straat                                | Plaats   | Materiaal | Afbeelding |
| --------- | --------------------------------- | ------------------------------------------------ | ------------------------------------- | -------- | --------- | ---------- |
| 1926      | Sint-Martinus                     | onbekend                                         | Hoofdstraat 27, kerk, gevel           | Hillegom |           |            |
| 1951      | Oorlogsmonument                   | K.J. van Gemert                                  | Wilhelminalaan                        | Hillegom |           |            |
| 1961      | De witte engel / De vlught        | Jan Roëde (ontwerp) & Will Leeuwens (uitvoering) | Van den Endelaan, Fioretti            | Hillegom | beton     |            |
| 1969      | Beeld de IJzergieter              | Wilfried Put                                     | van den Endelaan 5a, Fioretti College | Hillegom | brons     |            |
| 1975      | Speelobject                       | Frans van der Veld                               | Guido Gezellelaan, school             | Hillegom |           |            |
| 1978      | Gespiegelde P                     | G. Wiljouw                                       | Sixlaan                               | Hillegom |           |            |
| 1986      | Vogelmens                         | M.C. Coppens-Freke                               | Parklaan, Maartensheem                | Hillegom |           |            |
| 1989      | Uiltje                            | Frans van der Veld                               | Kerkstraat                            | Hillegom |           |            |
| 1991      | Boek '40-'45                      | Robert van Vliet                                 | Hoofdstraat/ Meerbeekstraat           | Hillegom |           |            |
| 1997      | Timmerman                         | Gerard Brouwer                                   | Hofzicht                              | Hillegom |           |            |
| 2003      | Landschap en Herinnering          | Walter van der Horst                             | Stationsweg, bij station              | Hillegom |           |            |
| 2009      | RC/CR                             | Groenewoud/Buij                                  | Henri Dunantplein                     | Hillegom |           |            |
| 2011      | Free Flight/Walk/Ride             | Jos Hachmang                                     | Rijksstraatweg 113                    | Hillegom |           |            |
|           | Meer en Dorp                      | onbekend                                         | Abellalaan                            | Hillegom |           |            |
|           | Fontein voor het Hof van Hillegom | Dirk Müller                                      | Hoofdstraat                           | Hillegom |           |            |
|           | Groeivormen in de Hoftuin         | Roel Teeuwen                                     | Hoofdstraat 115                       | Hillegom |           |            |
|           | Kasteelruïne                      | Maarten Dekker en Toni Gerlach                   | Oranjelaan 1, school                  | Hillegom |           |            |
|           | Onsterfelijkheid                  | Wim Jonker                                       | Rijksstraatweg 113                    | Hillegom |           |            |
|           | Amflora                           | Marijke van Os                                   | Waardenburg                           | Hillegom |           |            |
|           | Bloembollen                       | Jeanette Ephraim                                 | Weeresteinstraat 10a, tuin            | Hillegom |           |            |
|           | Zonder titel                      | Cyril Lixenberg                                  | Weerlaan, Brandweerkazerne            | Hillegom |           |            |